# Kogho-Peulh
Ne doit pas être confondu avec Kogho.
Kogho-Peulh est une commune rurale située dans le département de Kogho de la province du Ganzourgou dans la région du Plateau-Central au Burkina Faso.

## Santé et éducation
Le centre de soins le plus proche de Kogho-Peulh est le centre de santé et de promotion sociale (CSPS) de Kogho tandis que le centre médical avec antenne chirurgicale (CMA) se trouve à Boulsa.